# Delphyre pieroides
Delphyre pieroides är en fjärilsart som beskrevs av Rothschild 1912. Delphyre pieroides ingår i släktet Delphyre och familjen björnspinnare. Inga underarter finns listade i Catalogue of Life.